# Luo Xiaowei
Luo Xiaowei (chinesisch 罗小未; geboren 10. September 1925 in Shanghai; gestorben 8. Juni 2020 ebenda) war eine Architektin und Hochschulprofessorin. Sie war eine Pionierin der Architekturtheorie-Lehre in der Volksrepublik China.

## Leben und Werk
Sie studierte Bauingenieurwesen an der St. John’s University in Shanghai und machte 1948 ihren Bachelor of Engineering Science.
Luo Xiaowei arbeitete eine Zeit lang in der Ingenieurabteilung des chinesischen Zweiges der Texas Oil Co. Sie entwarf die Innengestaltung von acht Häusern und sechzehn Wohnungen, die Hua Feng Motor Factory, die Tangjiata School und die Jianjiang Middle School, alle in Shanghai.
1951 war sie als Assistentin an der St. John’s University im Fachbereich für Architektur beschäftigt und wechselte mit anderen im Zuge der Umstrukturierungen 1952 an die School of Architecture der Tongji-Universität. Die Lehrenden entschieden sich dabei, das System weg von der französischen, akademischen Lehre in Richtung Bauhauslehre zu entwickeln. Luo Xiaowei war die erste, die die Geschichte und Theorie der westlichen Architektur in den Lehrplan integrierte und Frank Lloyd Wright, Mies van der Rohe, Walter Gropius und Le Corbusier vorstellte. Sie gründete 1952 die Abteilung für Architekturgeschichte und -theorie und begann nach ihrem Amtsantritt mit der Zusammenstellung von Lehrmaterialien zur Architekturgeschichte. Bis Anfang der 1950er Jahre war an chinesischen Universitäten das einzige verfügbare chinesische Lehrbuch zur Architekturgeschichte Feng Zikais „Geschichte der westlichen Architektur“, das in einer halben Stunde gelesen werden konnte. Vor der Kulturrevolution veröffentlichte Luo Xiaowei mehrere Lehrbücher zum Thema, die im gesamten Land eingesetzt wurden. Mit dem Beginn dieser politischen Umbrüche wurde sie für 8 Monate von der Hochschule entfernt und dann für die Reinigung der Toiletten in der Hochschule und ähnliche Aufgaben eingesetzt. Sie versuchte, auch in der folgenden Zeit die Entwicklung der ausländischen Architektur zu verfolgen und las jede verfügbare Ausgabe ausländischer Architekturmagazine im ruhigen Lehr- und Forschungsraum. Mit der Reform und Öffnung nahm sie ihre akademische Karriere wieder auf. Sie arbeitete von 1975 bis 1976 für das Institut für Entwurf und leitete ab 1978 die Abteilung für Lehre, Theorie und Geschichte der chinesischen und westlichen Architektur der Tongji-Universität.
Sie beforschte Architekturstile und Entwurfsmethoden sowie die Entwicklung der modernen und zeitgenössischen westlichen Architektur. Auch die Geschichte der zeitgenössischen chinesischen Architektur sowie deren Entwicklung und die Auswirkungen internationaler Einflüsse auf China gehörten zu ihren Lehrinhalten. Nach und nach entwickelte sie eine Lehrphilosophie bei der das „Was, Wann, Wo, Wer, Warum und Wie“ des Bauens geklärt wurde. Sie verstand die Geschichte der Architektur sowohl als eine Kulturgeschichte als auch eine Ideengeschichte. Sie hat über vier Generationen hinweg Studierende und Forschende betreut und beeinflusst.
Luo Xiaowei war außerordentliche Professorin und Gastprofessorin an verschiedenen akademischen Einrichtungen. In China lehrte sie am Harbin Architectural and Civil Engineering Institute und am Chongqing Institute of Architecture and Engineering. Sie wurde zur Ehrenvorsitzenden der Fakultät für Architektur an der Huaqiao-Universität in Quanzhou ernannt. In den Vereinigten Staaten war sie an der Washington University in St. Louis und am Massachusetts Institute of Technology tätig. Außerdem hielt sie Vorlesungen an der Oklahoma State University – Stillwater, der University of California in Los Angeles, der Columbia University, dem Harvard Arboretum in Boston und dem Maryland Institute College of Art in Baltimore. In Australien war sie Gastprofessorin an der University of Adelaide und der Australian National University, im Department of Far Eastern History. Während ihrer Aufenthalte an ausländischen Universitäten lehrte sie über traditionelle chinesische Architektur, klassische Gärten und chinesisches Raumdenken und verbreitete das Wissen über die chinesische Kultur in der westlichen Welt.
Sie war an der Gründung der chinesischen Zeitschrift Times & Architecture im Jahr 1984 beteiligt und übernahm von 1985 bis 2001 die Redaktionsleitung. Sie war Autorin der Bücher Foreign Affairs History of Modern Architecture (1982), herausgegeben vom China Industrial Publishing House, und History of Modern Western Architecture (2004), herausgegeben von China Architecture & Building Press. Bei dem letztgenannten Verlag war sie darüber hinaus als Herausgeberin tätig. Sie ist die Autorin von: History of Western Architecture, Before the 19th Century; An Illustrated History of Western Architecture (1986), erschienen bei Tongji University Press; Shanghai Alley (1997), erschienen bei Shanghai People's Fine Arts Publishing House; und The Chinese Conception of Space, Space and Society, erschienen bei Sansoni/MIT Press. 1987 wurde sie in den Internationalen Ausschuss der Architectural Review berufen. Im Jahr 1999 war sie Mitglied des Redaktionsausschusses der Union Internationale des Architectes (UIA) für die Veröffentlichung von zehn Bänden der 20th Century World Architecture Collection.
In ihren Veröffentlichungen zur Architekturgeschichte wird eine vorwiegend westliche Sichtweise und Führungsrolle in Frage gestellt. Sie forderte einen Bruch mit eurozentrischen Geschichtskonstruktionen und bezog sich in ihrer Forschung auf die frühe islamische Architektur und auf die östliche Kultur im Allgemeinen. Sie verknüpfte die Architektur mit der Philosophie.
Als Herausgeberin einer Monographiereihe über die moderne Architektur in Shanghai förderte sie das Bewusstsein für das Kulturerbe. Sie spielte eine wichtige Rolle bei der Implementierung des gesetzlichen Denkmalschutzes und beriet bei Sanierungen historischer Gebäude.
Luo Xiaowei engagierte sich als Direktorin des Board of Directors der Architectural Society of China, Vizepräsidentin der Society for the History of Science and Technology und Präsidentin der Shanghai Architectural Society.
1998 wurde sie zum Ehrenmitglied des American Institute of Architects ernannt. Die Zeitschrift Times & Architecture und die School of Architecture and Planning verliehen ihr 2008 einen Ehrenpreis für ihr Lebenswerk. Im Jahr 2010 verlieh ihr die Tongji-Universität den Women's Excellence Award für ihren Beitrag zum architektonischen Denken ihres Landes zu ihrer Zeit. Im Jahr 2015 gab die Tongji-Universität anlässlich ihres 90. Geburtstages eine Sammlung ihrer Texte aus 35 Jahren als „Luo Xiaowei Collection“ heraus. Die Anthologie enthält Beiträge zur Architekturgeschichte und -theorie, zur Stadtkultur und zum architektonischen Erbe, zur Pädagogik sowie zu Forschungsarbeiten.

### Privates
Luo Xiaowei wird als lebenslustige Person beschrieben. Sie tanzte in ihrer Jugend Ballett, war Mitglied einer Badmintonmannschaft und wurde in die Vokalmusikabteilung des National Conservatory of Music aufgenommen. Verheiratet war sie mit Li Dehua, den sie während ihres Studiums kennengelernt hatte. Er lehrte später am Institut für Architektur und Stadtplanung der Tongji-Universität und war ebendort Dekan. Man erzählt sich eine Geschichte, nach der sie in den Jahren der Kulturrevolution versuchte, für ihre Tochter ein Hemd anzufertigen. Als der Stoff nicht ausreichte, nähte sie Spitze an.